# Sarops wheeleri
Sarops wheeleri är en stekelart som beskrevs av Riegel 1982. Sarops wheeleri ingår i släktet Sarops och familjen bracksteklar. Inga underarter finns listade i Catalogue of Life.